# البيضان
البيضان أو البيظان هي تسمية مجتمع القبائل الصنهاجية الأمازيغية بالصحراء الكبرى، ومن انضاف اليهم من بني حسان من عرب المعقل مع تأثير متفاوت للأسر العربية القرشية والأنصارية والشريفية. وينتشر المصطلح اليوم بالأخص في موريتانيا، جنوب المغرب، غرب الجزائر وشمال السنغال،بالأخص المنطقة المحصورة جغرافيا بين وادي درعة شمالا وواد نهر السنغال ونهر النيجر جنوبا، ومن جبال إفوغاس شرقا إلى المحيط الأطلسي غربا وهي المنطقة المعروفة محليا بتراب البيضان، وتشترك هذه المجموعة أن لها نفس العادات والتقاليد ونفس نمط اللباس ومن مميزاتهم كذلك شكل الراحلة واللثام الأسود وهم مسلمون مالكيون على مذهب أبن القاسم، وتتركز مجموعة البيظان الكبرى في موريتانيا واليها يعود اصل هذه التسمية.
ويخضع مجتمع البيظان قديما لتقسيم طبقي هرمي صارم يعكس واقع الحياة التقليدي لدى البيظان وتوزيع الأدوار لدى مختلف شرائحهم، فبالإضافة إلى الزوايا (أو الطلبة) ولعرب (أو حسان) الذين يشكلون أكبر مجموعتين لدى البيظان يو جد كذلك مايعرف محليا ب أزناگه (أو اللحمة)، إگاون، لمعلمين(أو الصناع)، الحراطين، كل حسب الوظيفة التي يزاولها في المجتمع القبلي.

## الزوايا أو الطلبة
و الزوايا اسم علم يطلق على مجموعة كبيرة من القبائل واليهم تنتمي الزعامات الدينة والروحية لدى البيظان، فمنهم العلماء العاملون وفطاحلة الشعراء الذين ذاع صيتهم في المشرق والمغرب ويسميهم الناس بالشناقطة نسبة إلى مدينة شنقيط في موريتانيا التي كانو يجتمعون فيها كل عام للذهاب إلى الحج، درج أبناء هذه الطائفة على تعلم العلم وتعليمه وتعمير الأرض بحفر الآبار وتسيير القوافل وقرى الضيف وبقي معظم أبناء هذه الطائفة على هذه العادات إلى يومنا هذا.

## العرب أو بنو حسان
و هم المحاربون وحملة السلاح ويمثلون في غالبيتهم أبناء القبائل الحسانية العربية التي هاجرت إلى موريتانيا وسيطرت عليها، وفيهم ابهة وعظمة حيث انهم يحتكرون لفظ العرب لأنفسهم ولايطلقون هذه التسمية علي غيرهم كالزوايا مثلا أو الطبقة الوسطى منهم رغم أنهم لايدعون ان الآخرين من اصل اعجمي بل لأنهم لايستحقون ذلك الاسم لضعفهم،، وينقسم حسان إلى عدة اقسام حسب المنطة التي التي يسكنونها:
- أولاد اللب وأولاد يحيى بن عثمان وهم يسكنون منطقة آدرار ومنهم أولاد غيلان وأولاد آكشار وأولاد عمني وإليهم ينتمي أهل عيدة وهم أمراء المنطقة.
- الترارزة وهم سكان الجهة الجنوبية المحاذية لنهر السنغال ولهم امارة مشهورة ومنهم أولاد احمد بن دمان وهي قبيلة الإمارة والسلطة ومنهم كذلك لعلب وأولاد البوعلية.
- أولاد الناصر وأولاد امبارك ومشظوف وههم سكان المنطقية الشرقية والحوضين.
- ألاد عبد الله وهم سكان لبراكنة. وهذه الأقسام الأربعة يعبر عنها بجتمعة بالمغافرة نسبة إلى جدهم مغفر ويمثلون الهجرة الحسانية الثالثة.
- إدوعيش وهم سكان تكانت وهم من أصل صنهاجي وليسوا من بني حسان لكنهم برهنوا على استحقاق هذا اللقب ببسالتهم.
- البرابيش وهم سكان أزواد شمال مالي ويمثلون الهجرة الحسانية الأولى.
- أولاد رز گ وهم سكان الجنوب قبل وصول المغافرة ويمثلون الهجرة الحسانية الُانية.

و لكل مجموعة من هذ المجموعة السابقة امارتها الخاصة التي بسطت نفوذها فترة من الفتراة، وإلى اليوم لايزال هناك امراء وان كان دورهم أصبح شرفيا أكثر مماكان عليه في الماضي.

## لمعلمين
و هم العمال الحرفيون الذين يمارسون الحدادة والنجارة ة الدباغة وما إلى ذلك، وما زال جلهم يمارس هذه المهن حتى اليوم.
كما أنهم أهم طبقة في المجتمع حيث يعتبرون عماده الاقتصادي لما سبق ذكره من مايقومون به من صناعات كما أنهم عماده في الحروب حيث يقومون بصنع الأسلحة والمجتمع بدونهم ليس قويا، وقد كان من بين لمعلمين زوايا وصلوا إلى أعلى درجات في تحصيل العلم أي انهم جمعوا بين حرفتهم الاصليلة وتحصيل العلم مما حدى بالزوايا إلى اعتبارهم خصوما منافسين لهم في السلطة الدينية فعمد الزوايا إلى الصاق صفات غير حميدة بهم حتى أنهم كذبوا على رسول الله صلى الله عليه وسلم فنسبوا له أحاديث مكذوبة بقصد النيل منهم كقولهم:(لأخير في الحداد ولو كان عالما) وقد ساهموا أيام الاستعمار الفرنسي بصناعة الاسلحلة التي قاوم بها الموريتانيون المستعمر الفرنسي. ويعتيرون أهم طبقة بعد الزوايا (الطلبة)
وترجع أصولهم النسبية إلى العرب الحسانيين في الغالب كما أن من بينهم أسر صنهاجية وأسر زنجية تعربت بحكم الأمهات.
يعتبر لمعلمين الحاضن الثاني للعلم والعلماء بعد الزوايا (الطلبة) والحاضن الثاني للفروسية بعد العرب والزوايا حيث كانت من بينهم أسر مشهورة بحمل السلاح وكانوا سفراء ووزراء الأمراء التقليديين وكان يقربهم سادة القوم ويحترمونهم ويقدرون دورهم المحوري في المجتمع التقليدي مما سبب لهم الكثير من المتاعب من قبل البعض الآخر الذي كان يرى فيهم الأقلية الذكية المهيمنة.
يعتبر لمعلمين كذلك الحاضن الأول للفنون الإبداعية المسرحية في المجتمع التقليدي والحاضن الثاني للفنون الموسيقية والأدبية بعد إيكاون.
هذه الاعتبارت وغيرها جعلتهم الطبقة الوحيدة في المجتمع البيظاني التي تفردت بمهنتها الصناعية وجمعت إليها كل المهن الأخرى التي كان المجتمع آنذاك يزاولها مما جعلها محل سخط من البعض الذي ألصق بهم كثير من الأقاويل الساخرة للحد من دورهم المهيمن على كل شيء.

## إگاون
و منهم الفنانون والمغنون وهم عبارة عن اسر معروفة ومحددة تتوارث هذه الخاصية

## أزناگ
وهم أهل المال (المواشي أساسا) الغارمون ولديهم خبرة في التنمية وأصولهم تكون من العرب أو العائلات التي تريد أن تحتمي من بطش القبائل القوية غالبا أومن عرب مغلوبين أحيانا.
وازناگة أو اللحمة كلمة بيظانية الأصل وتحديدا في موريتان وتطلق على الأفراد والجماعات التي تدخل ضمن قبيلة أخرى حيث تؤدي اغرامة أو غرامة مالية عن كل أفرادها لكي يبقون على قيد الحياة وخصوصا في فترة التطاحنات الأهلية.

## الحراطينأو السودان
و هم الأرقاء السابقون، سود البشرة من أصول إفريقية.